# IJsfabriek

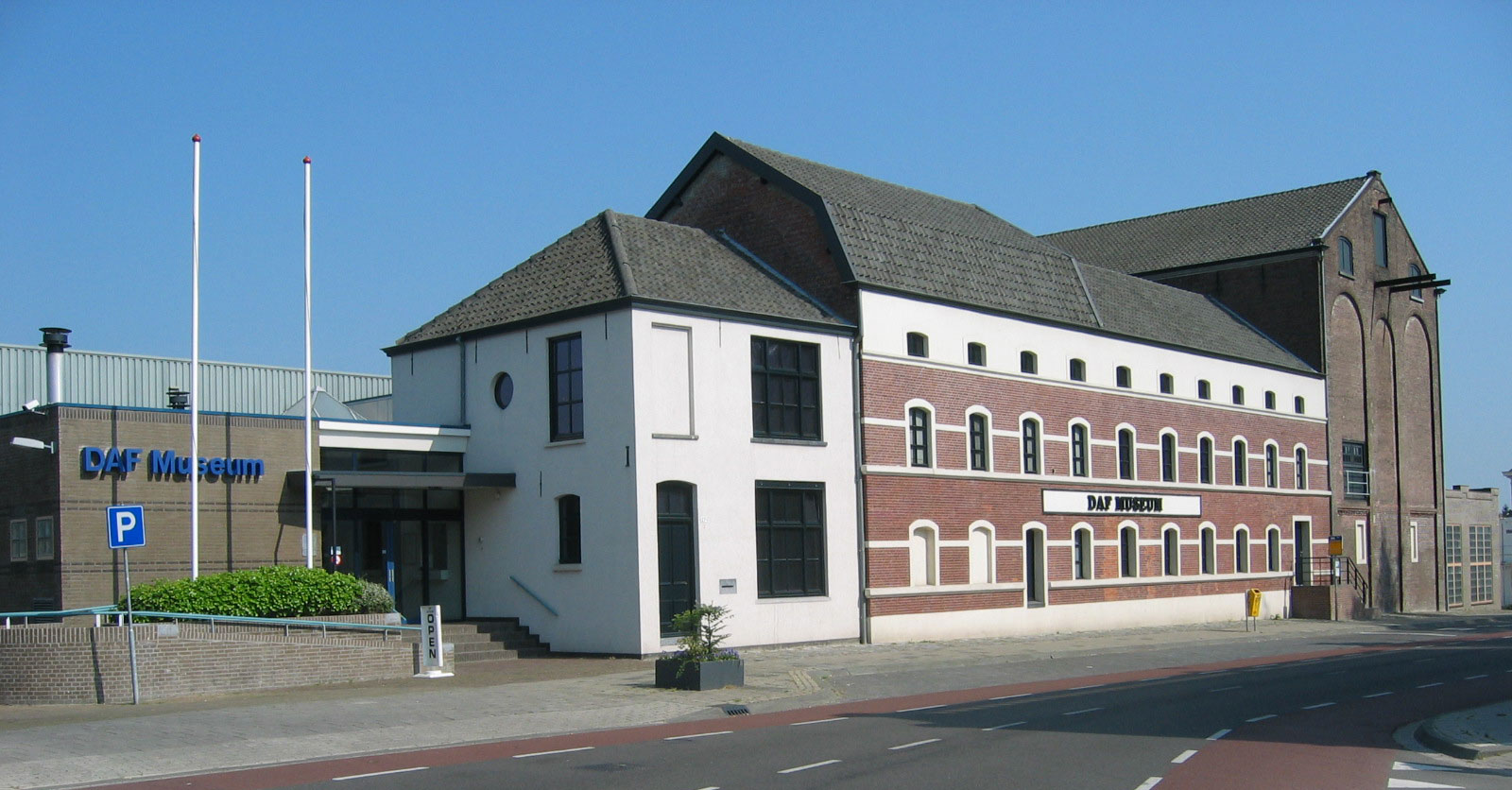
Voormalige ijsfabriek van Coolen te Eindhoven, nu DAF museum

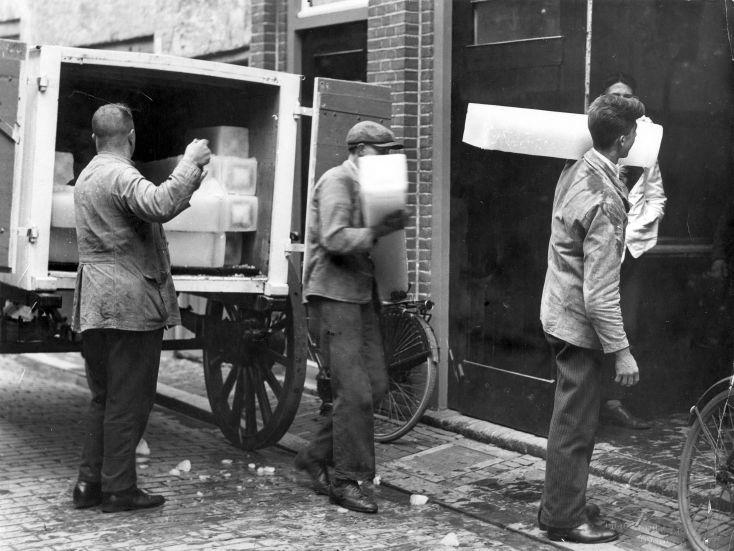
IJsbezorging in de jaren 30

Een ijsfabriek is een fabriek waar blokken waterijs vervaardigd werden die als koelmiddel verkocht werden aan particulieren en bedrijven. Een dergelijke fabriek maakte dus geen consumptie-ijs.
Teneinde ijs te kunnen vervaardigen moest men de beschikking hebben over een koelmachine. Deze machines werden omstreeks 1860 uitgevonden, maar pas omstreeks 1880 was de kwaliteit ervan zodanig dat industriële toepassing mogelijk werd. Uiteraard hadden ze een krachtbron nodig om de compressor aan te drijven. Als koelmiddel werd ammoniak gebruikt.
Dankzij de koelmachine werd het brouwen van ondergistend bier mogelijk, en de brouwerijen die daartoe een koelmachine aanschaften leverden als bijproduct ijs.
Daarnaast ontstonden ook gespecialiseerde ijsfabrieken.
Het ijs werd op grote schaal gebruikt in de visserij, de visverwerkende industrie en de vishandel. Ook overige takken van de voedingsmiddelenindustrie en de horeca gebruikten dit ijs. Daarnaast werd het ijs ook afgenomen door particulieren om voedingsmiddelen koel te houden en van bederf te vrijwaren. Het ijs werd geleverd in de vorm van een soort grote broden, de zogenaamde palen.
Voordien moest men zijn toevlucht nemen tot andere conserveringsmethoden, zoals het zouten van vis, en tot natuurijs, dat op landgoederen in ijskelders werd toegepast.
IJsfabrieken werden vooral in de eerste decennia van de 20e eeuw opgericht, zoals IJsfabriek Strombeek (1904), IJsfabriek Coolen te Eindhoven waarin tegenwoordig het DAF Museum is gevestigd, IJsfabriek Den Dulk te Scheveningen in 1916.
In de jaren 60 van de 20e eeuw bereikte de vraag vanuit de visserij een top en bestonden er in Scheveningen vier ijsfabrieken.
Door de opkomst van de elektriciteit en verbetering van de koudetechniek werd het mogelijk om kleinere koelinstallaties en koelkasten te vervaardigen, waardoor de koudeproductie gedecentraliseerd kon worden. Vissersschepen kregen een koelinstallatie aan boord en hadden het fabrieksijs niet meer nodig.
De meeste ijsfabrieken verdwenen daarop of gingen andere zaken produceren die gerelateerd waren aan de koudetechniek, zoals kooldioxide voor de brouwerijen en andere industriële gassen. Een enkele ijsfabriek is gebleven, zoals Jac. Den Dulk & Zonen, die nog levert aan slachterijen, groenteverwerkers, bakkerijen en vishandels.
Een aantal ijsfabrieken, zoals ijsfabriek Coolen te Eindhoven en ijsfabriek "De Noordpool" te Breda, is gekenmerkt als een industrieel monument.

## De rest van de wereld
In landen waar het kraanwater niet zonder gezondheidsrisico drinkbaar is, bestaan er nog vele ijsfabrieken die met name de horeca bevoorraden. Maar ook in de Verenigde Staten is het nog een veelvoorkomend gebruik onder consumenten om ijs van ijsfabrieken te kopen.

## Externe bron
- Scheveningse ijsfabriek